# Mil Millas Argentinas
Las Mil Millas Argentinas fue una competencia de automovilismo organizada por el Avellaneda Automóvil Club y disputada entre 1937 y 1970. En sus primeras doce realizaciones, la competencia tuvo lugar en caminos públicos de la Provincia de Buenos Aires y
se utilizó el reglamento técnico de la categoría Turismo Carretera.
En su primera edición de 1937, la carrera tomó parte del Campeonato Argentino de Velocidad, el cual englobaba pruebas en carretera y circuito indistintamente. Las once restantes, celebradas entre 1939 y 1968, puntuaron por el Campeonato de Carretera, en el cual solo se incluyeron pruebas ruteras.
Las dos últimas ediciones (1969 y 1970) se realizaron con coches del Sport Prototipo Argentino y tuvieron lugar en el Autódromo de Buenos Aires, con puntos por el Campeonato Argentino respectivo.

## Historia
La competencia surgió en el seno del Avellaneda Automóvil Club después del gran éxito del Circuito de Llavallol, prueba de pista organizada por el mismo club en los primeros meses de 1937 y ganada por Carlos Zatuszek, a bordo de su famoso "ómnibus" Mercedes-Benz.
La comisión directiva de esa institución, conocedora de la existencia de las 500 Millas de Rafaela (otra prueba de pista), imaginó una exigencia para autos de turismo (similares a los del Gran Premio del ACA) que duplicara su extensión (1609 km). También se decidió que la misma recorriera la inmensa extensión de la Provincia de Buenos Aires.
Aquella edición inaugural tuvo un lanzamiento simbólico frente a la estación de Avellaneda. Luego, tras la largada efectiva en Florencio Varela, los participantes avanzaron por Bahía Blanca, Trenque Lauquen y Lobos para finalizar en Morón (Entonces llamada "6 de Septiembre").
En esta competencia, Eduardo Pedrazzini logró la victoria más importante de su carrera, la cual además le permitió sumar puntos vitales para ganar el Campeonato Argentino de Automovilismo, por apenas nueve puntos por sobre el piloto de pista Luis Brosutti.
Con el tiempo, esta carrera se convirtió en un clásico del automovilismo argentino, donde cada edición se realizaba sin concesiones desde el primer Kilómetro, a diferencia de un Gran Premio, cuyas dilatadas distancias permitían hasta el viaje a un pueblo cercano para solucionar algún inconveniente.
La edición de 1960 fue la última que se desarrolló sobre la distancia original de 1609 kilómetros, ya que las siguientes no llegaron a alcanzar esa extensión pese a conservar ese nombre. A partir de 1968, la carrera pasaría a disputarse íntegramente en el Autódromo Municipal

## Palmarés
- Las ediciones que contaron para el Campeonato Argentino de Velocidad aparecen con fondo rosado.
- Las ediciones que puntuaron para el Campeonato Argentino de Turismo de Carretera aparecen con fondo blanco.
- Las ediciones que contaron para el Campeonato Argentino de Sport Prototipo aparecen con fondo verde.

### Por piloto
| N.º de victorias | Piloto              | Victorias          |
| ---------------- | ------------------- | ------------------ |
| 3                | Juan Gálvez         | 1949 - 1951 - 1960 |
| 2                | Oscar Gálvez        | 1948 - 1955        |
| 2                | Dante Emiliozzi     | 1954 - 1964        |
| 1                | Eduardo Pedrazzini  | 1937               |
| 1                | Américo Orsi        | 1939               |
| 1                | Juan Manuel Fangio  | 1940               |
| 1                | Oscar Cordonnier    | 1947               |
| 1                | Marcos Ciani        | 1950               |
| 1                | Juan Manuel Bordeu  | 1968               |
| 1                | Eduardo Copello     | 1969               |
| 1                | Néstor García Veiga | 1970               |

### Por marca
| Victorias | Marca           | Edición                                                      |
| --------- | --------------- | ------------------------------------------------------------ |
| 9         | Ford            | 1937 - 1939 - 1948 - 1949 - 1951 - 1954 - 1955 - 1960 - 1964 |
| 5         | Chevrolet       | 1940 - 1947 - 1950 - 1968 - 1970                             |
| 1         | Tornado (Motor) | 1969                                                         |
| 1         | Numa (chasis)   | 1969                                                         |
| 1         | Chelco (chasis) | 1970                                                         |

### Por año
| Año         | Recorrido                                                                    | Distancia (km)  | Piloto / Acompañante                  | Automóvil            | Media (Km/h)  | Notas |
| ----------- | ---------------------------------------------------------------------------- | --------------- | ------------------------------------- | -------------------- | ------------- | --- |
| 1937        | Florencio Varela Bahía Blanca Trenque Lauquen Morón                          | 1609 (1 etapa)  | Eduardo Pedrazzini Liberato Fernández | Ford V8              | 95,498        | El debutante Américo Traba pierde la vida en un accidente a la altura de Tehuelche. Su acompañante Feliciano Quintana salió ileso |
| 1938        | No se disputó                                                                | No se disputó   | No se disputó                         | No se disputó        | No se disputó | No se disputó |
| 1939        | Florencio Varela Bahía Blanca regreso                                        | 1609 (2 etapas) | Américo Orsi Miguel Beltrame          | Ford V8              | 109,958       | Por primera vez se disputan dos etapas                                                                                            |
| 1940        | Bernal Bahía Blanca regreso                                                  | 1609 (2 etapas) | Esteban Fernandino Enrique Uboldi     | Ford V8              | 117,817       | El famoso piloto arrecifeño Julio Pérez pierde la vida en un accidente a la altura de De La Garma                                 |
| 1941        | Bernal Bahía Blanca regreso                                                  | 1609 (2 etapas) | Juan Manuel Fangio Antonio Elizalde   | Chevrolet Master     | 118,632       | |
| 1942 - 1946 | No se disputó                                                                | No se disputó   | No se disputó                         | No se disputó        | No se disputó | No se disputó |
| 1947        | Bernal Bahía Blanca regreso                                                  | 1609 (2 etapas) | Oscar Cordonnier Hipólito Aguado      | Chevrolet Master     | 118,788       | Un suicida se arrojó al paso del Ford de Oscar Gálvez a la altura de Calchaquí, perdiendo la vida en el acto                      |
| 1948        | Bernal Tres Arroyos Trenque Lauquen Mercedes General Belgrano Bernal         | 1609 (1 etapa)  | Oscar Gálvez Federico Herrero         | Ford V8              | 118,396       | Pospuesta hasta enero de 1949 por la fatiga generada por el Gran Premio de América del Sur. Vuelve a disputarse en una sola etapa |
| 1949        | Bernal Tres Arroyos Coronel Pringles Olavarría Bolívar Bernal                | 1609 (1 etapa)  | Juan Gálvez Roberto Gálvez            | Ford V8              | 125,502       | Pospuesta hasta enero de 1950 por la fatiga generada por el Gran Premio de 1949                                                   |
| 1950        | Bernal Tres Arroyos Coronel Pringles Carlos Casares Bernal                   | 1609 (1 etapa)  | Marcos Ciani Pablo Aznar              | Chevrolet Master     | 125,894       | Pospuesta hasta enero de 1951 por la fatiga generada por el Gran Premio de 1950                                                   |
| 1951        | Bernal Tres Arroyos Trenque Lauquen Mercedes General Belgrano Bernal         | 1609 (1 etapa)  | Juan Gálvez Roberto Gálvez            | Ford V8              | 131,640       | |
| 1952 - 1953 | No se disputó                                                                | No se disputó   | No se disputó                         | No se disputó        | No se disputó | No se disputó |
| 1954        | Bernal Mar del Plata Tres Arroyos Tandil Autódromo                           | 1604 (1 etapa)  | Dante Emiliozzi Torcuato Emiliozzi    | Ford V8              | 170,902       | El recorrido incluyó 15 vueltas al Autódromo de Buenos Aires                                                                      |
| 1955        | Bernal Mar del Plata Tres Arroyos Tandil Autódromo                           | 1608 (1 etapa)  | Oscar Gálvez Eduardo Martins          | Ford V8              | 161,861       | |
| 1956 - 1959 | No se disputó                                                                | No se disputó   | No se disputó                         | No se disputó        | No se disputó | No se disputó |
| 1960        | Morón Pergamino Chacabuco Tandil Morón Azul Necochea Mar Del Plata San Justo | 1612 (1 etapa)  | Juan Gálvez Raúl Cottet               | Ford V8              | 169,1         | En un accidente cerca de Fátima, pierde la vida Alberto Lógulo                                                                    |
| 1961 - 1963 | No se disputó                                                                | No se disputó   | No se disputó                         | No se disputó        | No se disputó | No se disputó |
| 1964        | Coronel Brandsen General Belgrano San Miguel del Monte regreso               | 748             | Dante Emiliozzi Torcuato Emiliozzi    | Ford V8              | 188,4         | Cuatro vueltas a un circuito triangular formado por las rutas provinciales 29, 41 y 215                                           |
| 1965 - 1967 | No se disputó                                                                | No se disputó   | No se disputó                         | No se disputó        | No se disputó | No se disputó |
| 1968        | Autódromo de Buenos Aires                                                    | 524             | Juan Manuel Bordeu                    | Chevrolet 400 Martos | 167,688       | Oficialmente llamada 100 vueltas Shell. Dos series acumulativas de 50 vueltas al circuito n°12                                    |
| 1969        | Autódromo de Buenos Aires                                                    | 211             | Eduardo Copello                       | Numa-Tornado         | 173,016       | Dos series acumulativas de 30 vueltas al circuito n°9                                                                             |
| 1970        | Autódromo de Buenos Aires                                                    | 501             | Néstor García Veiga                   | Chelco-Chevrolet     | 159,237       | 81 vueltas al circuito n°15 |